# Viacheslav Menjinsky
Viacheslav Rudolfovich Menjinsky (em russo:  Вячеслав Рудольфович Менжинский) (1874, São Petersburgo - 10 de Maio de 1934, Moscovo) foi um revolucionário russo de origem polaca. Enquanto estadista soviético e membro do Partido Comunista da União Soviética, desempenhou as funções de chefe da polícia secreta (O.G.P.U.), entre 1926 e 1934.
Fluente em seis línguas, Menjinsky foi o segundo e último representante da nobreza russa na polícia política soviética.